# Heiner Zieschang
Heiner Zieschang (* 12. November 1936 in Kiel; † 5. April 2004 in Bochum) war ein deutscher Mathematiker, der sich insbesondere mit Knotentheorie befasste.

## Leben
Zieschang studierte von 1956 bis 1961 in Hamburg und Göttingen. 1961 wurde er an der Universität Göttingen bei Kurt Reidemeister promoviert (Über einfache Kurven auf Vollbrezeln). Er leitete den Lehrstuhl für Topologie an der Ruhr-Universität Bochum von 1968 bis zu seiner Emeritierung im Jahre 2002. Er war damals der jüngste Professor Deutschlands und gehörte zu den Gründungsvätern der Fakultät für Mathematik in Bochum. Zieschangs wissenschaftliches Werk beinhaltet Arbeiten zur niedrigdimensionalen Topologie, zur Knotentheorie und zur kombinatorischen Gruppentheorie. Für seine Leistungen erhielt er 1996 die Ehrendoktorwürde der Universität Toulouse 3 und 1997 den Titel eines Ehrenprofessors der Lomonossow-Universität. Er war daneben auch an der Gründung und Arbeit des Russisch-Deutschen Institutes für Kultur und Wissenschaft an der Moskauer Universität beteiligt. 1993 wurde er mit dem Gay-Lussac-Humboldt-Preis ausgezeichnet.
Zieschang war Mitglied des Autorenkollektivs Boto von Querenburg, unter dessen Namen das Standardwerk „Mengentheoretische Topologie“ veröffentlicht wurde.

## Trivia
Heiner Zieschang war der Doktorvater der Basketball- und Schachspielerin Růžena Škodová-Davoodi.

## Ehrungen
- 1993 Gay-Lussac-Humboldt-Preis
- 1996 Ehrendoktor der Universität Toulouse 3
- 1997 Ehrenprofessor der Lomonossow-Universität
- 2008 posthume Widmung der 14. Ausgabe der Geometry & Topology Monographs

## Bücher
- mit Elmar Vogt, Hans-Dieter Coldewey: Flächen und ebene diskontinuierliche Gruppen (= Lecture Notes in Mathematics. 122). Springer, Berlin u. a. 1970.
- als Mitautor: Boto von Querenburg: Mengentheoretische Topologie. Springer, Berlin u. a. 1973, ISBN 3-540-06417-6 (3., neu bearbeitete und erweiterte Auflage. Springer, Berlin u. a. 2001, ISBN 3-540-67790-9).
  - englisch: Surfaces and planar discontinuous groups (= Lecture Notes in Mathematics. 835). Revised and expanded translation. Translation from the German by J. Stillwell. Springer, Berlin u. a. 1980, ISBN 0-387-10024-5.
- Finite groups of mapping classes of surfaces (= Lecture Notes in Mathematics. 875). Springer, Berlin u. a. 1981, ISBN 3-540-10857-2.
- mit Gerhard Burde: Knots (= De Gruyter Studies in Mathematics. 5). de Gruyter, Berlin u. a. 1985, ISBN 3-11-008675-1.
- mit Ralph Stöcker: Algebraische Topologie. Eine Einführung. Mit zahlreichen Bildern, Beispielen und Übungsaufgaben. Teubner, Stuttgart 1988, ISBN 3-519-02226-5.
- Lineare Algebra und Geometrie. Teubner, Stuttgart 1997, ISBN 3-519-02230-3.

## Schriften (Auswahl)
- mit Gerhard Burde: Eine Kennzeichnung der Torusknoten. In: Mathematische Annalen. Band 167, Nr. 2, 1966, S. 169–176, doi:10.1007/BF01362170, (Seifert-Faserraum-Vermutung für Knotenkomplemente).
- Über die Nielsensche Kürzungsmethode in freien Produkten mit Amalgam. In: Inventiones Mathematicae. Band 10, Nr. 1, 1970, S. 4–37, doi:10.1007/BF01402968.
- mit Norbert Peczynski, Gerhard Rosenberger: Über Erzeugende ebener diskontinuierlicher Gruppen. In: Inventiones Mathematicae. Band 29, Nr. 2, 1975, S. 161–180, doi:10.1007/BF01390193, (Rang Fuchsscher Gruppen).
- mit Richard P. Osborne: Primitives in the free group on two generators. In: Inventiones Mathematicae. Band 63, Nr. 1, 1981, S. 17–24, doi:10.1007/BF01389191.
- mit Michel Boileau: Heegaard genus of closed orientable Seifert 3-manifolds. In: Inventiones Mathematicae. Band 76, Nr. 3, 1984, S. 455–468, doi:10.1007/BF01388469, (Gegenbeispiele zur Rang-Vermutung).
- mit Michel Boileau, Markus Rost: On Heegaard decompositions of torus knot exteriors and related Seifert fibre spaces. In: Mathematische Annalen. Band 279, Nr. 3, 1988, S. 553–581, doi:10.1007/BF01456287, (Nicht-Eindeutigkeit der Heegaard-Zerlegungen).